# Etainia obtusa
Etainia obtusa is een vlinder uit de familie van de dwergmineermotten (Nepticulidae). De wetenschappelijke naam is voor het eerst voorgesteld als Ectoedemia obtusa door Jonas Rimantas Stonis (voorheen Rimantas Puplesis) en Arūnas Diškus in een publicatie uit 1996.
De soort komt voor in Frankrijk, Spanje, Kroatië en West-Turkmenistan.